# Blood (film 2012)
Blood è un film del 2012 diretto da Nick Murphy, basato sulla miniserie televisiva Conviction

## Trama
Joe e Chrissie Fairburn, due fratelli poliziotti, indagano sul brutale omicidio di una ragazza. I loro sospetti ricadono su Jason Buliegh, un uomo già condannato per molestie in passato. Una notte i due poliziotti uccidono Jason, nel frattempo rilasciato per mancanza di prove, e ne fanno perdere le tracce. Ma un giorno il vero assassino viene catturato e i due fratelli si troveranno a dover fare i conti con i loro stessi colleghi.